# Кубок світу з біатлону 2020—2021 — етап 2
Другий етап Кубка світу з біатлону 2020—21 відбувався в Контіолагті, Фінляндія, з 3 по 6 грудня 2020 року. До програми етапу було включено 6 гонок: спринтерські гонки та гонки переслідування серед чоловіків і жінок, а також чоловіча та жіноча естафети.

## Переможці та призери

### Чоловіки
| Гонка:                       | Золото:                                                                        | Час                                           | Срібло:                                                                  | Час                                                       | Бронза:                                                     | Час                                                       |
| Спринт 10 км                 | Тар'єй Бо Норвегія                                                             | 24:03.7 (0+0)                                 | Арнд Пайффер Німеччина                                                   | 24:17.6 (0+0)                                             | Йоганнес Тінгнес Бо Норвегія                                | 24:33.1 (1+0)                                             |
| Гонка переслідування 12,5 км | Себастьян Самуельссон Швеція                                                   | 32:26.7 (0+0+0+1)                             | Фаб'єн Клод Франція                                                      | 32:42.5 (2+1+0+0)                                         | Йоганнес Тінгнес Бо Норвегія                                | 32:46.2 (0+0+1+2)                                         |
| Естафета 4 х 7,5 км          | Норвегія Стурла Легрейд Ветле Шостад Крістіансен Тар'єй Бо Йоганнес Тінгнес Бо | 1:16:21.0 (0+0) (0+2) (0+0) (0+1) (0+3) (0+1) | Швеція Пеппе Фемлінг Єспер Нелін Мартін Понсілуома Себастьян Самуельссон | 1:17:00.2 (0+3) (0+1) (0+1) (0+2) (0+1) (0+1) (0+0) (0+1) | Німеччина Ерік Лессер Роман Рес Арнд Пайффер Бенедикт Долль | 1:17:11.7 (0+1) (0+3) (0+0) (0+2) (0+0) (0+1) (0+0) (0+2) |

### Жінки
| Гонка:               | Золото:                                                               | Час                                                       | Срібло:                                                                | Час                                                       | Бронза:                                                                  | Час                                                       |
| Спринт 7,5 км        | Ганна Еберг Швеція                                                    | 21:11.5 (0+0)                                             | Анаїс Шевальє-Буше Франція                                             | 21:21.1 (0+0)                                             | Ельвіра Карін Еберг Швеція                                               | 21:39.4 (0+1)                                             |
| Переслідування 10 км | Тіріль Екгофф Норвегія                                                | 31:05.9 (0+0+0+0)                                         | Марте Ольсбу-Рейселанн Франція                                         | 31:27.4 (0+0+1+1)                                         | Ганна Еберг Швеція                                                       | 31:41.3 (0+1+1+1)                                         |
| Естафета 4 х 6 км    | Швеція Юганна Скоттгейм Мона Брурссон Ельвіра Карін Еберг Ганна Еберг | 1:12:44.5 (0+0) (0+2) (0+1) (0+1) (0+1) (0+2) (0+0) (0+1) | Франція Анаїс Бескон Анаїс Шевальє-Буше Клое Шевальє Жустін Бреза-Буше | 1:12:54.1 (0+0) (0+3) (0+0) (0+1) (0+0) (0+2) (0+0) (0+3) | Німеччина Ванесса Гінц Франциска Пройс Марен Гаммершмідт Денізе Геррманн | 1:13:28.4 (0+0) (0+2) (0+1) (0+3) (0+2) (0+2) (0+0) (0+2) |